# Władimir Bajdo
Władimir Zacharowicz Bajdo, ros. Владимир Захарович Байдо (ur. w 1918 r. w Mohylewie, zm. po 1977 r. w Doniecku) – radziecki pilot wojskowy (kapitan), oficer Luftwaffe, a następnie Wojsk lotniczych Sił Zbrojnych Komitetu Wyzwolenia Narodów Rosji podczas II wojny światowej.
Miał niepełne wyższe wykształcenie. Pracował jako inżynier-konstruktor w Centralnym Instytucie Aerohydrodynamicznym w Moskwie. W 1936 r. wstąpił do Armii Czerwonej. Służył w 7 Pułku Myśliwskim w rejonie Wyborga. Brał udział w wojnie zimowej z Finlandią na przełomie 1939/1940 r. W czasie wojny z Niemcami latał na Froncie Leningradzkim. Doszedł do stopnia kapitana. 31 sierpnia 1941 r. jako zastępca dowódcy 7 Pułku Myśliwskiego został zestrzelony przez niemieckie samoloty myśliwskie nad Finlandią. Przebywał w fińskim obozie jenieckim. Podczas pobytu w niewoli chwalił się, że był pierwszym Białorusinem, który otrzymał tytuł Bohatera Związku Radzieckiego i został odznaczony osobiście przez Józefa Stalina (czego brak jest potwierdzenia). We wrześniu 1943 r. Finowie przekazali go Niemcom. W grudniu tego roku został zwerbowany przez Abwehrę. Otrzymał pseudonim "Michajłow". Przeszedł szkolenie w szkole wywiadowczej. Według części źródeł wstąpił ochotniczo do Luftwaffe. Walczył na froncie zachodnim. W kwietniu 1945 r. przeszedł do wojsk lotniczych Sił Zbrojnych Komitetu Narodów Rosji. Służył w oddziale sztabowym. Po zakończeniu wojny Amerykanie wydali go Sowietom. 31 sierpnia 1945 r. został skazany na karę 10 lat łagrów. Przebywał w obozie pracy w Norylsku. W 1953 r. uczestniczył w powstaniu skazańców w tym obozie. W 1956 r. wyszedł na wolność. Pracował jako tokarz, potem inżynier-konstruktor, a następnie szef odcinka montażowego w jednym z zakładów Norylska. Od 1963 do 1977 r. był zatrudniony w laboratorium Górno-Metalurgicznego Centrum Badawczego.